# 张传增
张传增（？—），山东巨野人，德国华裔力学家，锡根大学教授，土木工程系系主任，国际华人计算力学协会副主席。2016年当选为欧洲科学院院士。